# First-Stick Hill
First-Stick Hill är en kulle i den norra delen av Saint-Martin, cirka 5,9 kilometer nordost om huvudorten Marigot. Toppen på First-Stick Hill är 218 meter över havet.